# Sauron (zoologia)
Sauron Eskov, 1995 è un genere di ragni appartenente alla famiglia Linyphiidae.

## Distribuzione
Le due specie oggi note di questo genere sono state reperite in Europa, Russia e Kazakistan.

## Tassonomia
A giugno 2012, si compone di due specie:
- Sauron fissocornis Eskov, 1995[3] — Russia, Kazakistan
- Sauron rayi (Simon, 1881) — Europa

### Sinonimi
- Sauron fatrensis (Miller, 1966); questi esemplari, a seguito di un lavoro degli aracnologi Eskov & Marusik sono stati riconosciuti come sinonimi di S. rayi (Simon, 1881)[1]